# هيديماسا موريتا
هيديماسا موريتا (10 مايو 1995 بتاكاتسوكي في اليابان - ) هو لاعب كرة قدم ياباني في مركز الوسط.

## وصلات خارجية
- هيديماسا موريتا على موقع الاتحاد الأوربي (الإنجليزية)
- هيديماسا موريتا على موقع رابطة كرة القدم اليابانية للمحترفين (اليابانية)
- هيديماسا موريتا على موقع إي إس بي إن إف سي (الإنجليزية)
- هيديماسا موريتا على موقع قاعدة بيانات كرة القدم.إي يو (الإنجليزية)
- هيديماسا موريتا على موقع ناشيونال فوتبول تيمز (الإنجليزية)
- هيديماسا موريتا على موقع Soccerbase.com (لاعب) (الإنجليزية)
- هيديماسا موريتا على موقع Soccerway.com (الإنجليزية)
- هيديماسا موريتا على موقع عالم كرة القدم.نت (الإنجليزية)